# Nekróza jasanu

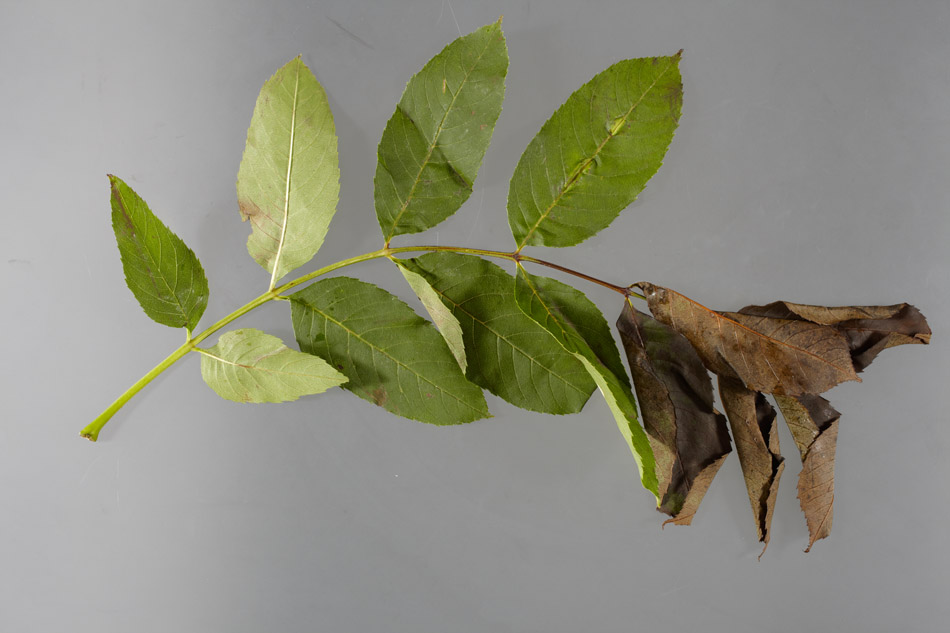
Symptom nekrózy jasanu

Nekróza jasanu je houbová choroba rostlin způsobená houbou Hymenoscyphus pseudoalbidus z rodu voskovička Hymenoscyphus, čeledi voskovičkovité Helotiaceae. Choroba napadá především jasany, způsobuje, že jednoleté a dvouleté letorosty odumírají ještě před narašením, nebo odumírají během suchého léta.

## EPPO kód
CHAAFR

## Synonyma patogena

### Vědecké názvy
- Chalara fraxinea
- Hymenoscyphus pseudoalbidus

## Zeměpisné rozšíření

### Výskyt v Evropě
Houbový patogen Hymenoscyphus pseudoalbidus byl potvrzen téměř ve všech zemích severní a střední Evropy. První zmínky o chřadnutí jasanů jsou uváděny z počátku 90. let z Litvy a Polska. 

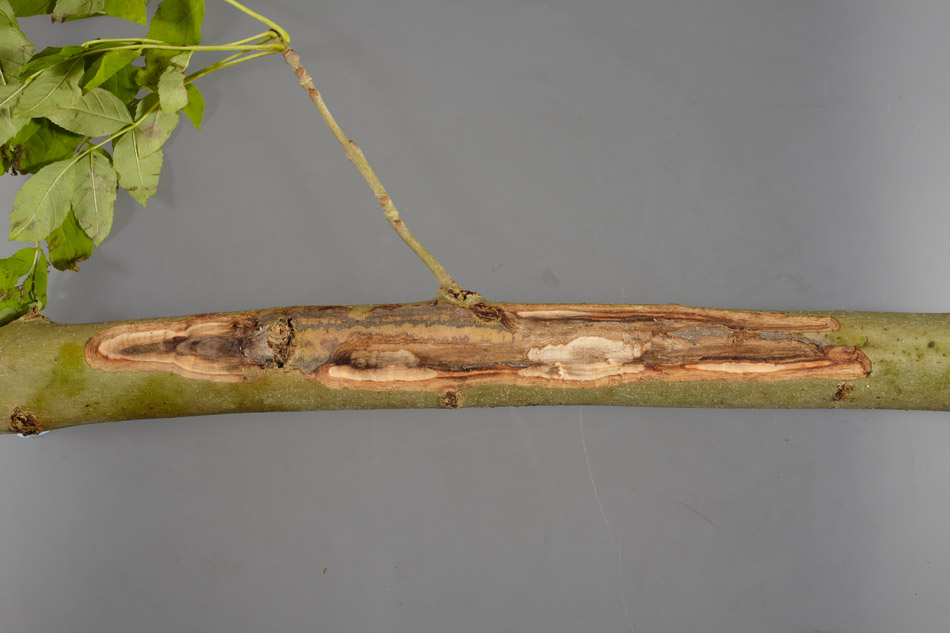
Rány na větvičkách.

### Výskyt v Česku
První výskyt byl v ČR laboratorně potvrzen v září roku 2007 na jasanu ztepilém (Fraxinus excelsior var. ´Pendula´) v arboretu ve Křtinách (L. Jankovský). 

## Hostitel
Houbový patogen Hymenoscyphus pseudoalbidus byl doposud zjištěn pouze na jasanech.
- Fraxinus excelsior a jeho kultivary
- Fraxinus angustifolia
- Fraxinus americana

## Příznaky
Typickým příznakem je chřadnutí stromů, zasychání a odumírání jednoletých letorostů, rozvoj korních nekróz. Při příčném průřezu je vidět postupující hnědnutí přes kambium až do dřeva. Infikované stromy se snaží regenerovat. 
Léze jsou nejprve okrouhlé, poté se přetváří v elipticky protáhlé a propadlé nekrózy. Na listových řapících se rovněž tvoří hnědé nekrotické léze a svrchní strana listů se může zbarvit do hněda. Pod poškozenými částmi dřevin vyrůstají adventivní výhony. Na podzim zelené listy na letorostech náhle zasychají a zůstávají viset na stromě.

### Možnost záměny
Projevem choroby je hnědnutí řapíků a následně listových čepelí koncem léta. Tento symptom je snadno zaměnitelný s poškozením padlím jasanovým (Erysiphe fraxini).

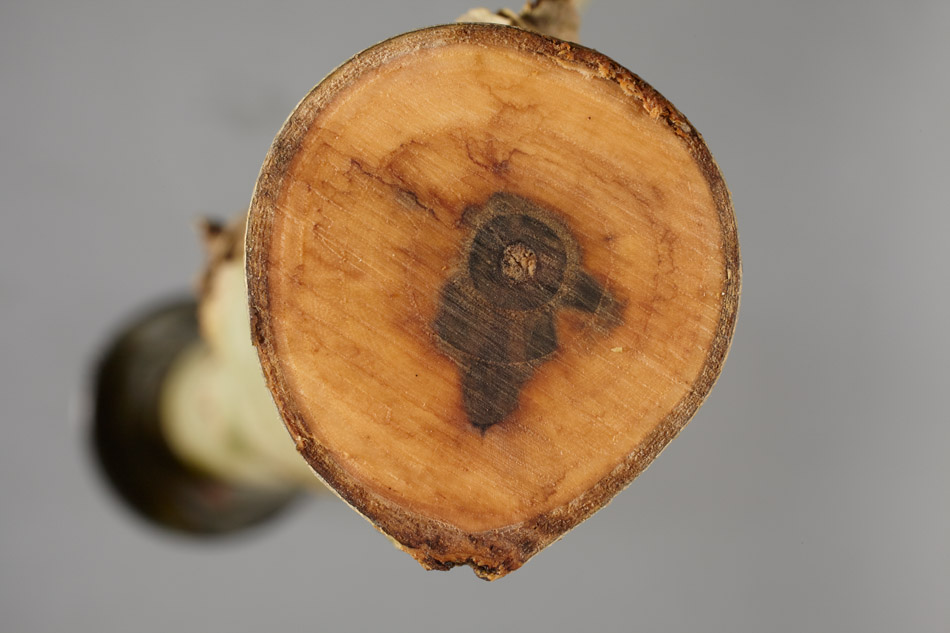
Černající pletivo.

## Význam
Odumírání jednoletých a dvouletých větví, i částí koruny. Poškozování a úhyn rostlin ve školkách. Napadené rostliny přežívají a snaží se o regeneraci tvorbou vlků, které mohou být nahloučené a připomínají čarověníky. Narůstají u paty stromů a na kmeni. Patogen je dnes široce rozšířen a k projevům choroby dochází v lesích, ve volné krajině, v městských výsadbách na samostatných stromech, ale také ve školkách v celé České republice.

## Biologie
Biologie houby je z velké části neznámá.
Houba prorůstá svým myceliem do dřeva hostitele, kde dochází k odumírání kambia, nekrózám které postupují ve směru transpiračním i asimilačním. Konidie byly pozorovány jen výjimečně. K patogenicitě houby mohou přispívat i abiotické vlivy.

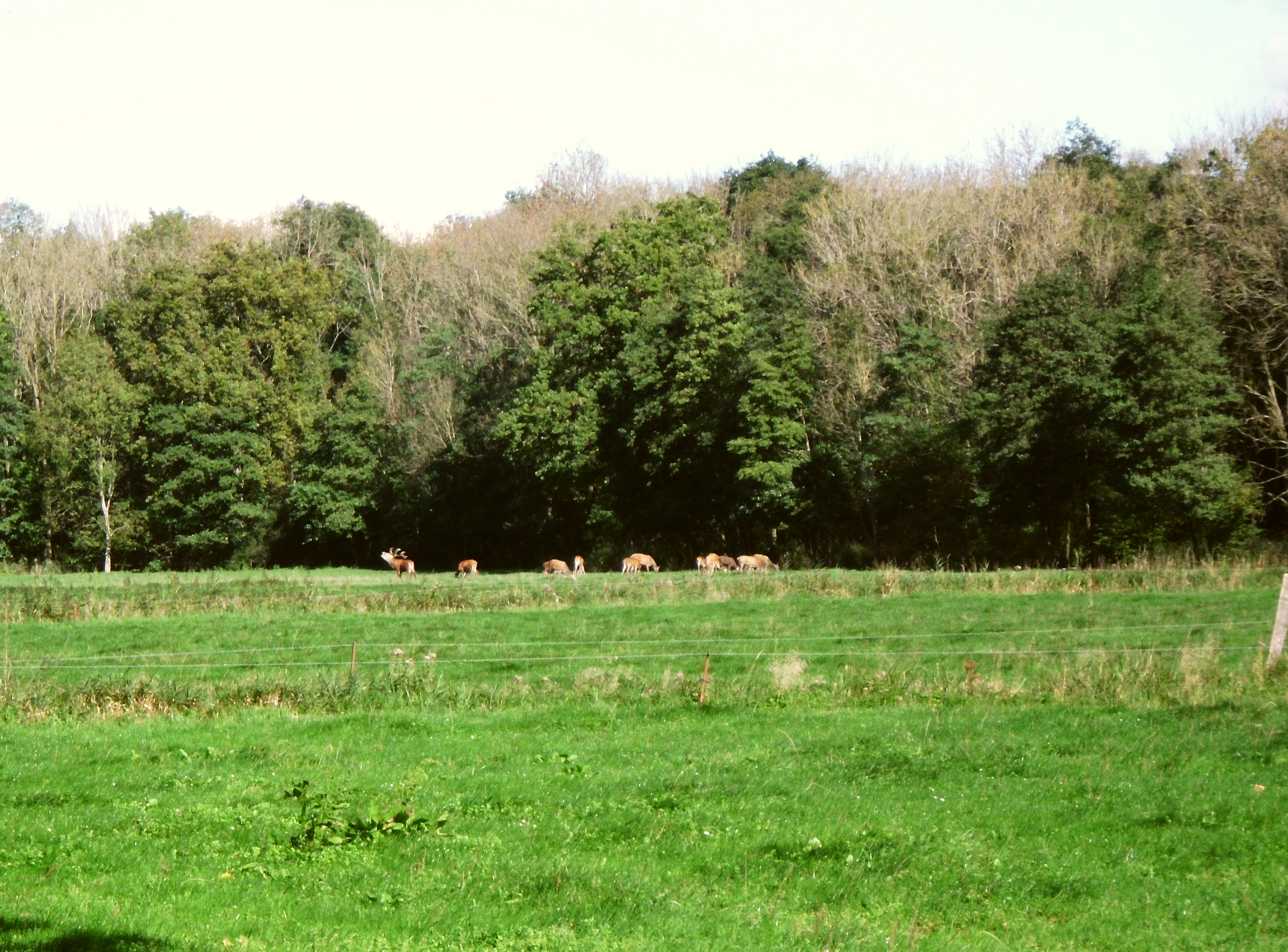
Poškozené stromy.

## Šíření
Doposud není zcela jasný způsob jejího šíření. Tak náhlé a rychlé šíření je u jiných patogenů atypické. Askospory jsou přenášeny větrem a jsou pravděpodobně důležitější pro šíření než konidie.

## Ochrana rostlin

### Prevence
Pěstování jasanů ve směsi dřevin a odstraňování napadených výhonů. Provádění zdravotních negativních výběrů v postižených porostech.

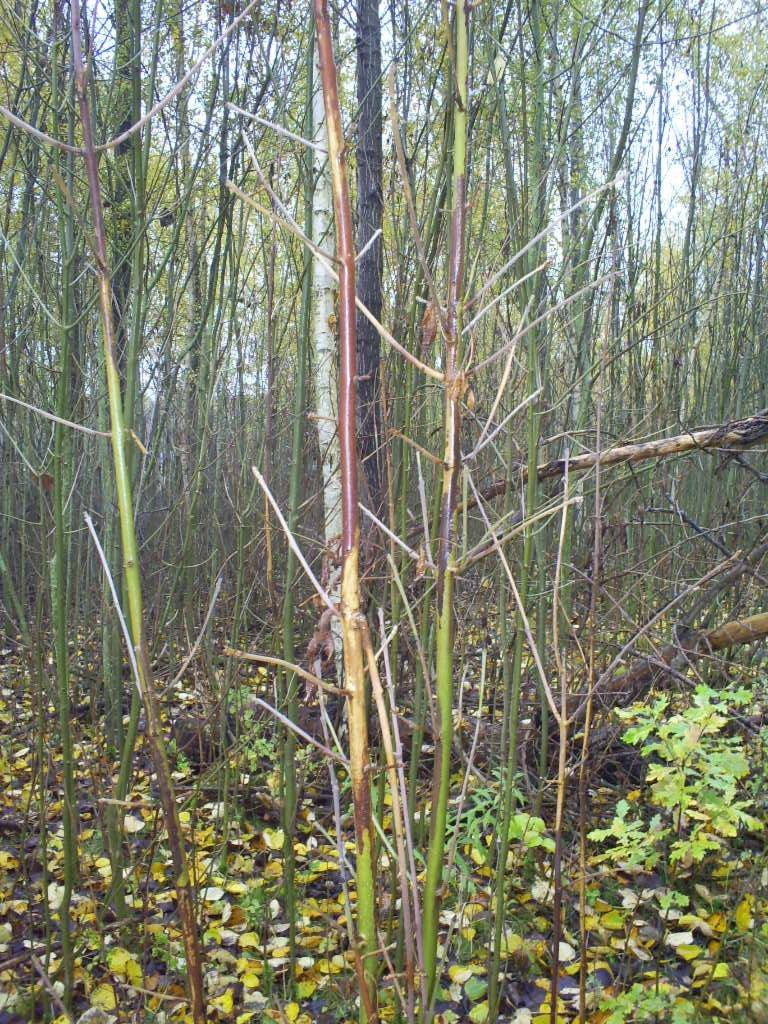
Uhynulá dřevina s typickými znaky.

### Chemická ochrana
S ohledem na skutečnost, že současné poznání bionomie této houby zahrnuje celou řadu neprostudovaných úseků, nebyla dosud chemická ochrana uspokojivě vyřešena. 